# Aulonocara brevirostre
Aulonocara brevirostre är en fiskart som först beskrevs av Trewavas, 1935.  Aulonocara brevirostre ingår i släktet Aulonocara och familjen Cichlidae. IUCN kategoriserar arten globalt som otillräckligt studerad. Inga underarter finns listade.